# Anna Izabella Buczek
Anna Izabella Buczek (ur. 24 lutego 1941 w Pionkach, zm. 11 listopada 2018 w Lublinie) – logik, filozof i matematyk, wykładowczyni Wydziału Filozofii Katolickiego Uniwersytetu Lubelskiego Jana Pawła II.

## Życiorys
Po ukończeniu liceum ogólnokształcącego w Pionkach, w 1958 roku rozpoczęła studia na Uniwersytecie Marii Curie-Skłodowskiej w Lublinie, uzyskując w 1964 roku tytuł magistra matematyki. W latach 1964–1966, zatrudniona jako asystent w Zespołowej Katedrze Matematyki UMCS, prowadziła ćwiczenia ze wstępu do matematyki, analizy matematycznej i funkcji analitycznych. 
W 1972 roku ukończyła studia na Wydziale Teologicznym Akademii Teologii Katolickiej w Warszawie, uzyskując absolutorium po złożeniu egzaminu ex universa theologia. Podczas studiów, w latach 1968–1971 prowadziła na Wydziale Filozofii Chrześcijańskiej ATK ćwiczenia z rachunku prawdopodobieństwa i statystyki matematycznej oraz geometrii analitycznej i analizy matematycznej. 
W latach 1971–1979 pracowała na stanowisku starszego asystenta w Katedrze Logiki na Wydziale Filozofii Katolickiego Uniwersytetu Lubelskiego. W 1977 roku na podstawie rozprawy Rola analogii w formułowaniu zagadnień matematycznych, napisanej pod kierunkiem ks. prof. Stanisława Kamińskiego, uzyskała tam stopień doktora (praca ukazała się drukiem w zmodyfikowanej formie częściowo w Rocznikach Filozoficznych, tom 26 (1978), zeszyt 1, częściowo w Rocznikach Filozoficznych, tom 29 (1981), zeszyt 1 (druga publikacja pt. Rola analogii między skończonością i nieskończonością w stawianiu zagadnień matematycznych)). W latach 1979–1990 zatrudniona w tej katedrze na stanowisku adiunkta, zaś od 1990 do 2006 – starszego wykładowcy. Od 2006 do 2011 prowadziła zajęcia jako pracownik emerytowany.
W swoich badaniach zajmowała się filozofią matematyczną. Była też autorką haseł w Encyklopedii katolickiej i Powszechnej Encyklopedii Filozofii. Ponadto opracowała bibliografię prac ks. prof. Stanisława Kamińskiego i Ludwika Borkowskiego.
W 2009 roku otrzymała Złoty Medal za Długoletnią Służbę oraz nagrodę indywidualną I stopnia Rektora KUL.
Zmarła 11 listopada 2018 roku w Lublinie.

## Rozpracowywana przez Służbę Bezpieczeństwa
Służba Bezpieczeństwa objęła ją kontrolą operacyjną w okresie jej studiów na UMCS. Była wówczas zaangażowana w działalność Duszpasterstwa Akademickiego KUL oraz brała udział w wykładach Instytutu Wyższej Kultury Religijnej, działającego przy uczelni. Uznano ją za „element wrogi” ówczesnej władzy. W wyniku działań SB, z powodu „szkodliwego wpływu na młodzież uniwersytecką”, została zwolniona z pracy na UMCS. W związku z opisaną działalnością, jej wnioski o wyrażenie zgody na wyjazdy zagraniczne w latach 1973–1980, były każdorazowo analizowane pod kątem uniemożliwienia jej opuszczenia kraju.
Instytut Pamięci Narodowej przygotował rozbudowany wpis na temat materiałów gromadzonych wobec niej przez organy bezpieczeństwa państwa. Jej dane zostały umieszczone w tzw. katalogu osób „rozpracowywanych”.